# Акнеево
Акнеево — село в Сурском районе Ульяновской области (бывший Алатырский уезд Симбирской губернии). Первоначально было подчинено Акнеевскому, поже Гулюшевскому сельсовету, ныне оно относится к Сурскому городскому поселению.

## История
Основано в XVII веке в верховодьях реки Промза.
До 1805 года село Акнеево являлось имением рода Нарышкиных, позднее, до 1836 года, стало удельной собственностью.
В 1859 году деревня Акнеево, входила в состав 2-го стана Алатырского уезда Симбирской губернии.
В 1868 году в селе насчитывалось 119 дворов, 662 жителя, а в 1913 году как самостоятельное село насчитывало 159 дворов, 803 человека населения.
В селе находилась церковь, усадьба дворян Самойловых, две начальных школы.
В 1930-м году был организован колхоз «Красный колос».
135 человек — ушли на фронт ВОВ, погибло 69 человек.
В 1951 году колхоз «Красный колос» был переименован в колхоз имени Молотова. В 1957 году вошел в состав колхоза «13 лет Октября» и переименован в колхоз «Россия», а в 1960 году вошел в состав совхоза «Сурский».

## Население
| 1868 | 1913 | 2010 |
| ---- | ---- | ---- |
| 662  | ↗803 | ↘12  |

## Топографичекие карты
- Лист карты N-38-58 Сурское. Масштаб: 1 : 100 000. Состояние местности на 1971 год. Издание 1982 г.
- Лист карты N-38-XVII Сурское. Масштаб: 1 : 200 000. Издание 1963 г.
- Лист карты N-38-Б.